# 亞馬遜隱帶麗魚
亞馬遜隱帶麗魚，為輻鰭魚綱鱸形目隆頭魚亞目慈鯛科的其中一種，分布於南美洲黑河下游流域，體長可達3.3公分，棲息在河川中底層水域，生活習性不明，可作為觀賞魚。

## 擴展閱讀
維基物種上的相關：亞馬遜隱帶麗魚